# Ernst August I của Hannover
Ernst August (sinh ngày 05 tháng 06 năm 1771 – 18 tháng 11 năm 1851), là vua của Vương quốc Hannover từ này 2 tháng 6 năm 1837 cho đến khi ông qua đời vào năm 1851. Ông là con trai thứ 5 của George III – vua của cả Vương quốc Anh và Hannover. Khi mới sinh ra, ông dường như không thể có cơ hội làm vua, nhưng vì không có bất cứ một người anh trai nào của ông có con trai hợp pháp nên cơ hội đó mới đến. Năm 1837, khi anh trai ông là vua William IV của Anh qua đời, tuy có nhiều con, nhưng không có bất cứ đứa con nào hợp pháp, nên cháu gái của ông là Victoria đã được thừa kế ngai vàng của Vương quốc Anh theo Luật kế vị Anh, trong khi đó Vương quốc Hannover thì theo Luật Salic, không cho phép nữ giới kế vị vương quyền, nên bản thân Ernst August đã được trao cho ngai vàng của Vương quốc Hannover, vì thế mà Liên minh cá nhân giữa Anh và Hannover có từ năm 1714 đã chính thức chấm dứt.
Ernst August sinh ra ở London, nhưng đã được gửi đến Vương quốc Hannover khi còn niên thiếu để được học tập và huấn luyện quân sự. Trong quá trình phục vụ quân đội Hannover gần Tournai chống lại Cách mạng Pháp, ông đã bị một vết thương khiến khuôn mặt của ông bị biến dạng. Năm 1799, ông đã được trao cho tước hiệu Công tước xứ Cumberland và Teviotdale và tước hiệu này vẫn tiếp tục truyền lại cho các hậu duệ của ông đến tận năm 1917, khi tinh thần chống Đức của người Anh dâng cao thì những gì liên quan đến Đức bị bãi bỏ và cấm đoán, trong đó có cả tước hiệu của Ernst August tại Anh.
Mặc dù mẹ của ông là Vương hậu Charlotte không chấp thuận cuộc hôn nhân giữa ông với cô cháu gái của mình là Friederike xứ Mecklenburg-Strelitz (goá chồng 2 lần), nhưng cuộc hôn nhân vẫn được diễn ra và đạt được hạnh phúc. Anh trai cả của ông là Vua George IV của Anh, có một người con gái là Vương tôn nữ Charlotte, là người sẽ trở thành nữ vương tương lai của Anh, nhưng cô đã mất vào năm 1817, điều này mang lại cho Ernst khả năng có thể thừa kế ngai vàng. Tuy nhiên năm 1819, người anh trai khác của ông là Edward Augustus, Công tước xứ Kent đã sinh ra một người con gái mà sau này chính là Victoria của Anh.
Ernst được xem là một thành viên tích cực của Viện Quý tộc, nơi mà ông luôn thể hiện quan điểm của nhóm bảo thủ. Sau cái chết của Vua William IV của Anh, Ernst lên ngôi vua của Hannover và trở thành người cai trị đầu tiên của Hannover kể từ thời Vua George I của Anh. Trong suốt 14 năm làm vua của mình, được đánh giá là khá thành công nhưng khá gây tranh cãi, trong đó có vụ loại bỏ Nhóm 7 người từ Göttingen và cả Anh em nhà Grimm khỏi chức vụ vì đã chống lại chính sách của nhà vua. Một cuộc Cách mạng đã diễn ra ở Hannover vào năm 1848, nhưng đã mau chóng bị dập tắt. Vương quốc tham gia Liên minh quan thuế Đức vào năm 1850 bất chấp sự miễn cưỡng của chính nhà vua. Ông qua đời vào năm sau đó và ngai vàng được con trai ông, Hoàng tử Georg kế vị.

## Cuộc sống đầu đời

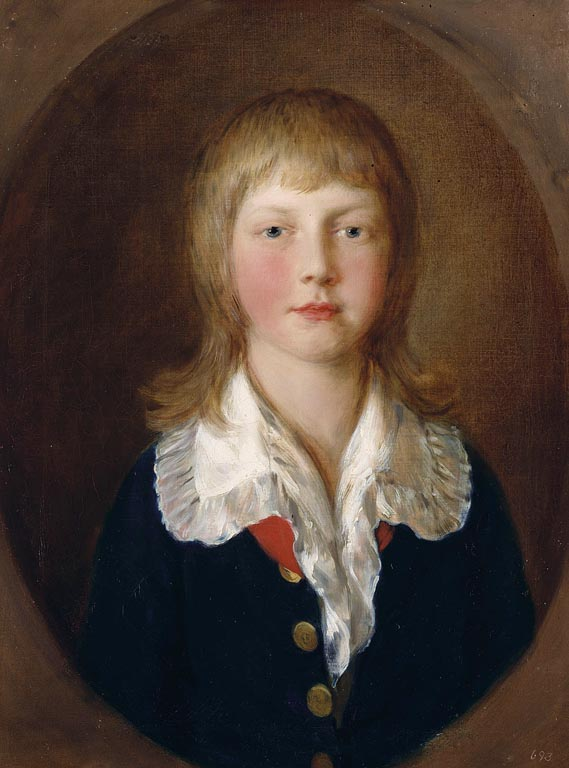
Ernest Augustus thời trẻ của Thomas Gainsborough, 1782

Vương tử Ernst August, con trai thứ 5 của Vua George III và Vương hậu Charlotte, sinh ra tại Cung điện Buckingham, London, vào ngày 5 tháng 6 năm 1771, và được rửa tội vào ngày 1 tháng 7 năm 1771 tại Cung điện St James. Những cha mẹ đỡ đầu của ông là Công tước Ernst Gottlob xứ Mecklenburg (chú bên mẹ của ông), Công tước Moritz xứ Sachsen-Gotha (chú bên nội của ông, người mà Bá tước xứ Hertford đứng đại diện), và Vương nữ Wilhelmina Caroline của Đan Mạch (anh em họ của cha ông, người mà Bá tước phu nhân xứ Egremont đứng đại diện). Sau khi rời khỏi nhà trẻ, ông sống với hai em trai của mình, Vương tử Adolphus (sau này là Công tước xứ Cambridge) và Vương tử Augustus (sau này là Công tước xứ Sussex), và một gia sư trong một ngôi nhà ở Kew Green, gần nơi ở của cha mẹ ông tại Cung điện Kew. Mặc dù Nhà vua không bao giờ rời khỏi nước Anh trong suốt cuộc đời của mình, ông đã gửi những người con trai nhỏ tuổi hơn của mình đến Đức khi họ còn là thiếu niên. Theo nhà sử học John Van der Kiste, điều này được thực hiện để hạn chế ảnh hưởng của anh trai cả của Ernest là George là Thân vương xứ Wales, người đang sống một lối sống xa hoa. Ở tuổi 15, Vương tử Ernest và hai em trai của mình được gửi đến Đại học Göttingen, nằm trong Tuyển hầu xứ Hannover của cha mình. Ernest đã chứng tỏ là một sinh viên ham học và sau khi được kèm cặp riêng trong một năm, trong khi học tiếng Đức, ông đã tham dự các bài giảng tại trường đại học. Mặc dù Vua George đã ra lệnh rằng gia đình của các hoàng tử phải được điều hành theo đường lối quân sự và họ phải tuân theo các quy tắc của trường đại học, các thương gia của Tuyển hầu quốc tỏ ra sẵn sàng mở rộng tín dụng cho các vương tử và cả ba đều rơi vào cảnh nợ nần.

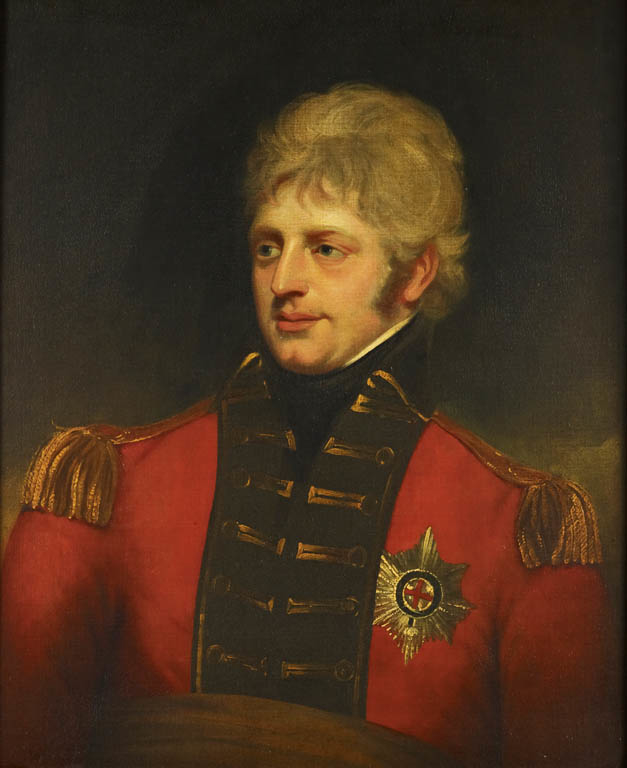
Vương tử Ernest Augustus, Công tước xứ Cumberland,

Năm 1790, Ernest đã xin phép cha mình được huấn luyện với Quân đội Phổ. Thay vào đó, vào tháng 1 năm 1791, ông và Vương tử Adolphus được gửi đến Hannover để được huấn luyện quân sự dưới sự giám sát của Thống chế Wilhelm von Freytag. Trước khi rời Göttingen, Ernest đã viết một lá thư chính thức cảm ơn trường đại học và viết cho cha mình, "Con sẽ là một trong những người vô ơn nhất nếu con quên mất tất cả những gì con nợ Göttingen và các giáo sư của trường".
Là một trung úy, Ernest đã học được các bài tập và chiến thuật kỵ binh dưới sự chỉ huy của Đại úy von Linsingen thuộc Đội kỵ binh nhẹ của Nữ hoàng và đã chứng tỏ mình là một kỵ sĩ xuất sắc, cũng như là một tay súng cừ khôi. Chỉ sau hai tháng huấn luyện, Freytag đã rất ấn tượng trước sự tiến bộ của vương tử đến nỗi ông đã trao cho ông một vị trí trong đội kỵ binh với tư cách là đại úy. Ernest được cho là sẽ được huấn luyện bộ binh, nhưng Nhà vua, cũng ấn tượng trước tài năng của con trai mình, đã cho phép ông ở lại với kỵ binh.
Vào tháng 3 năm 1792, Nhà vua đã bổ nhiệm Vương tử Ernest Augustus làm đại tá trong Trung đoàn Kỵ binh nhẹ Hannover số 9. Vương tử đã phục vụ ở các nhà nước Vùng đất thấp trong Chiến tranh Liên minh thứ nhất, dưới quyền anh trai của mình là Vương tử Frederick, Công tước xứ York và Albany, khi đó là chỉ huy của lực lượng liên minh Anh, Hannover và Áo kết hợp. Khi chứng kiến hành động gần thị trấn Tournai của Walloon vào tháng 8 năm 1793, ông đã bị thương do kiếm đâm vào đầu, dẫn đến một vết sẹo biến dạng. Trong Trận Tourcoing ở miền bắc Đệ Nhất Cộng hòa Pháp vào ngày 18 tháng 5 năm 1794, cánh tay trái của ông bị thương do một viên đạn đại bác bay qua gần ông. Trong những ngày sau trận chiến, thị lực ở mắt trái của ông mờ dần. Vào tháng 6, ông được gửi đến Anh để dưỡng bệnh, đây là lần đầu tiên ông ở lại đó kể từ năm 1786.

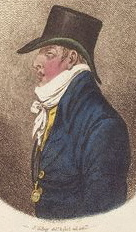
Bản phác thảo tô màu của Ernest do James Gillray thực hiện, năm 1799. Điều bất thường là bức này mô tả góc nhìn bên trái bị biến dạng của Ernest; hầu hết các bức chân dung sau này đều mô tả góc nhìn bên phải của ông hoặc bỏ qua phần biến dạng.

Ernest tiếp tục nhiệm vụ của mình vào đầu tháng 11, lúc này đã được thăng hàm thiếu tướng. Ông hy vọng cấp bậc mới của mình sẽ mang lại cho ông quyền chỉ huy quân đoàn hoặc lữ đoàn, nhưng không có gì xảy ra khi quân đội Đồng minh rút lui chậm rãi qua Hà Lan về phía Đức. Đến tháng 2 năm 1795, họ đã đến Hannover. Ernest ở lại Hannover trong năm tiếp theo, giữ một số vị trí không quan trọng. Ông đã yêu cầu được trở về nhà để điều trị mắt, nhưng mãi đến đầu năm 1796, Nhà vua mới đồng ý và cho phép Ernest trở về Anh. Tại đó, Vương tử Ernest đã tham khảo ý kiến của một bác sĩ nhãn khoa nổi tiếng là Jonathan Wathen Waller, nhưng Waller dường như thấy tình trạng của ông không thể phẫu thuật được, và không có cuộc phẫu thuật nào diễn ra. Khi trở lại Anh, Ernest nhiều lần tìm cách được phép gia nhập lực lượng Anh trên Lục địa, thậm chí còn đe dọa sẽ gia nhập Yeomanry với tư cách là một binh nhì, nhưng cả Nhà vua và Công tước xứ York đều từ chối cho phép ông làm điều đó. Ernest không muốn tái gia nhập lực lượng Hannover, vì khi đó họ không tham gia vào cuộc chiến. Ngoài ra, Freytag bị bệnh nặng và Ernest không muốn phục vụ dưới quyền người kế nhiệm tiềm năng của ông là Bá tước von Wallmoden.

## Công tước xứ Cumberland

### Chỉ huy quân sự
Vào ngày 23 tháng 4 năm 1799, Vua George III đã phong cho Vương tử Ernest Augustus làm Công tước xứ Cumberland và Teviotdale và Bá tước xứ Armagh, Ernest được cấp khoản trợ cấp 12.000 bảng Anh mỗi năm, tương đương với 1,49 triệu bảng Anh vào năm 2023. Mặc dù được phong làm trung tướng của cả lực lượng Anh và Hanover, ông vẫn ở lại Anh và tham gia chính trường với một ghế trong Viện Quý tộc. Ernest có quan điểm cực đoan của Đảng Bảo thủ và sớm trở thành lãnh đạo cánh hữu của đảng. Vua George lo sợ rằng Ernest, giống như một số người e trai của mình, sẽ thể hiện khuynh hướng Whig. Yên tâm về điểm đó, vào năm 1801, Nhà vua đã để Ernest tiến hành các cuộc đàm phán dẫn đến việc thành lập chính phủ Addington. Vào tháng 2 năm 1802, Vua George đã trao cho con trai mình chức đại tá của Trung đoàn Kỵ binh số 27, một chức vụ cung cấp tùy chọn chuyển sang chức đại tá của Trung đoàn Kỵ binh số 15 khi có chỗ trống. Một vị trí trống đã nhanh chóng xuất hiện và Công tước đã trở thành đại tá của Trung đoàn Kỵ binh số 15 vào tháng 3 năm 1802. Mặc dù chức vụ này có thể là một công việc nhàn hạ, Ernest đã tham gia vào các công việc của trung đoàn và chỉ huy trung đoàn trong các cuộc diễn tập.

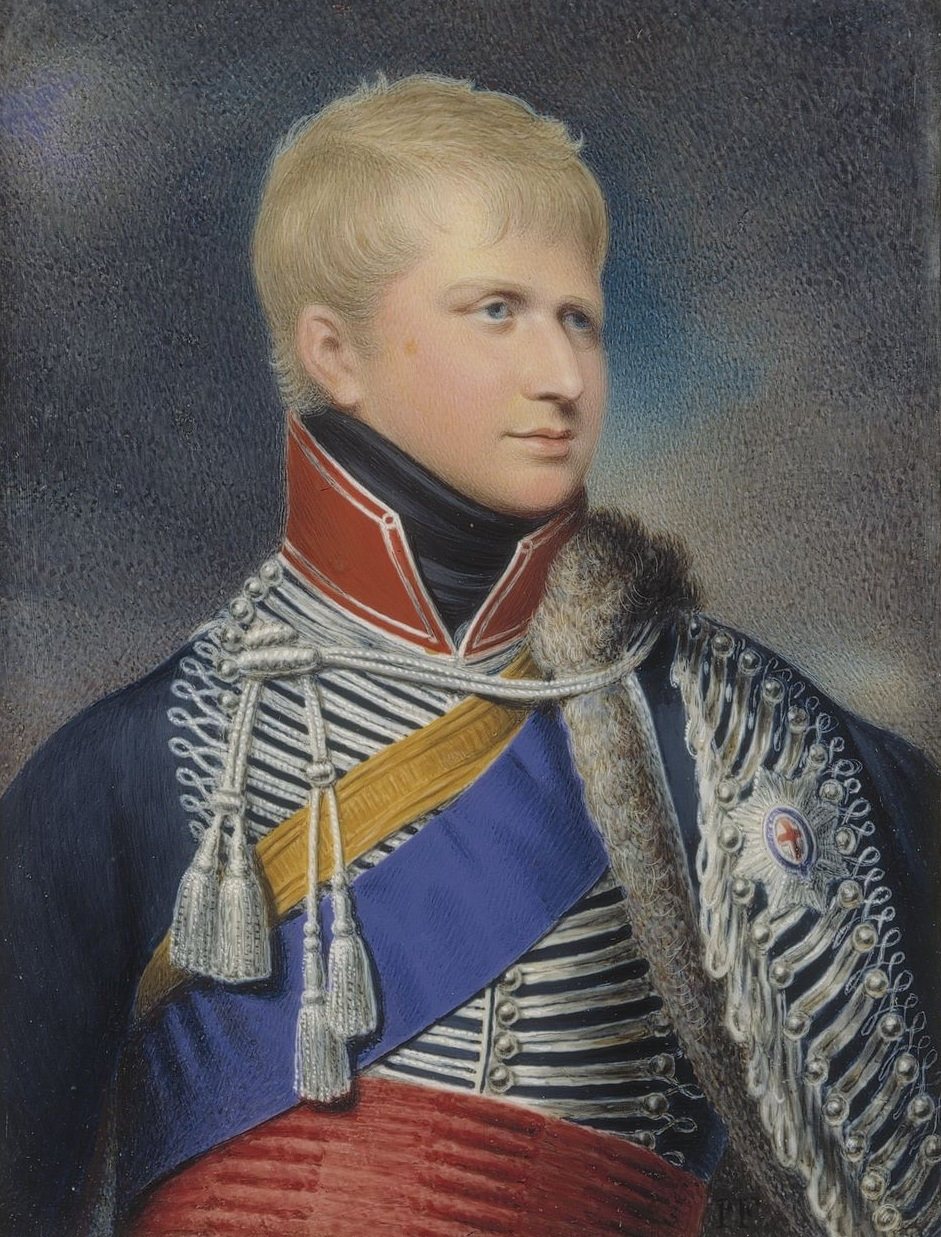
Ernest Augustus trong một bức tranh thu nhỏ năm 1823 dựa trên bức chân dung năm 1802 của William Beechey

Vào đầu năm 1803, Công tước xứ York đã bổ nhiệm Ernest làm chỉ huy của Quận Severn, phụ trách các lực lượng trong và xung quanh Cửa sông Severn. Khi chiến tranh với Pháp nổ ra một lần nữa sau Hiệp ước Amiens, Frederick đã bổ nhiệm Ernest vào Quận Tây Nam quan trọng hơn, bao gồm Hampshire, Dorset và Wiltshire. Mặc dù Ernest muốn chỉ huy Quân đoàn Đức của Nhà vua, chủ yếu bao gồm những người di cư từ Hannover do Pháp chiếm đóng, nhưng ông đã chấp nhận chức vụ này. Công tước xứ Cumberland đã tăng cường phòng thủ ở Bờ biển phía Nam, đặc biệt là xung quanh thị trấn Weymouth, nơi cha ông thường đến đây vào mùa hè.
Đạo luật Liên minh năm 1800 đã trao quyền đại diện cho Ireland trong Quốc hội, nhưng luật hiện hành đã ngăn cản những người Công giáo Ireland phục vụ ở đó vì tôn giáo của họ. "Giải phóng Công giáo" là một vấn đề chính trị lớn của những năm đầu thế kỷ XIX. Công tước xứ Cumberland là người phản đối mạnh mẽ việc trao quyền chính trị cho người Công giáo, ông tin rằng việc giải phóng sẽ vi phạm Lời thề đăng quang của Nhà vua nhằm duy trì Anh giáo và đã lên tiếng phản đối việc giải phóng tại Viện Quý tộc. Các tổ chức Tin Lành của Ireland ủng hộ Công tước; ông được bầu làm Hiệu trưởng Đại học Dublin vào năm 1805 và Grand Master của Dòng Orange hai năm sau đó.
Công tước nhiều lần tìm kiếm một vị trí trong lực lượng Đồng minh chống lại Pháp, nhưng chỉ được cử đến Lục địa với tư cách là người quan sát. Năm 1807, ông ủng hộ việc cử quân đội Anh tham gia cùng quân Phổ và Thụy Điển tấn công quân Pháp tại Stralsund (ngày nay, ở đông bắc nước Đức). Chính phủ Grenville đã từ chối cử quân. Ngay sau đó, chính phủ sụp đổ và thủ tướng mới, Công tước xứ Portland, đã đồng ý cử Ernest mang theo 20.000 quân. Tuy nhiên, họ đã được gửi đi quá muộn: người Pháp đã đánh bại Phổ và Thụy Điển trong Trận Stralsund trước khi Ernest và lực lượng của ông có thể đến thị trấn. Ernest được thăng hàm tướng của quân đội vào năm 1808, như năm năm 1805.

### Vụ việc Sellis và tranh cãi Weymouth
Vào sáng sớm ngày 31 tháng 5 năm 1810, Ernest, theo lời kể của ông, đã bị đánh vào đầu nhiều lần khi đang ngủ trên giường, khiến ông tỉnh giấc. Ông chạy ra cửa, nơi ông bị thương ở chân do một thanh kiếm. Ông kêu cứu và một trong những người hầu của ông, Cornelius Neale, đã phản ứng và hỗ trợ ông. Neale đã báo động và gia đình sớm nhận ra rằng người hầu khác của Ernest, Joseph Sellis, không có trong số họ và cửa phòng của Sellis đã bị khóa. Ổ khóa đã bị phá và Sellis được phát hiện với cổ họng mới cắt, một vết thương dường như là do tự gây ra.  Ernest đã bị một số vết thương nghiêm trọng trong cuộc tấn công rõ ràng và mất hơn một tháng để hồi phục những vết thương của mình. Nhà cải cách xã hội và chống chế độ quân chủ Francis Place đã cố gắng tham gia bồi thẩm đoàn điều tra và trở thành người đứng đầu. Place đã đến văn phòng của một người bạn luật sư để học luật điều tra và thẩm vấn các nhân chứng một cách hung hăng. Place cũng nhấn mạnh rằng cuộc điều tra phải được công khai với công chúng và báo chí, và đã đe dọa cảnh sát điều tra đến mức ông ta về cơ bản tự mình điều hành cuộc điều tra. Tuy nhiên, bồi thẩm đoàn đã đưa ra phán quyết nhất trí về việc Sellis tự tử.

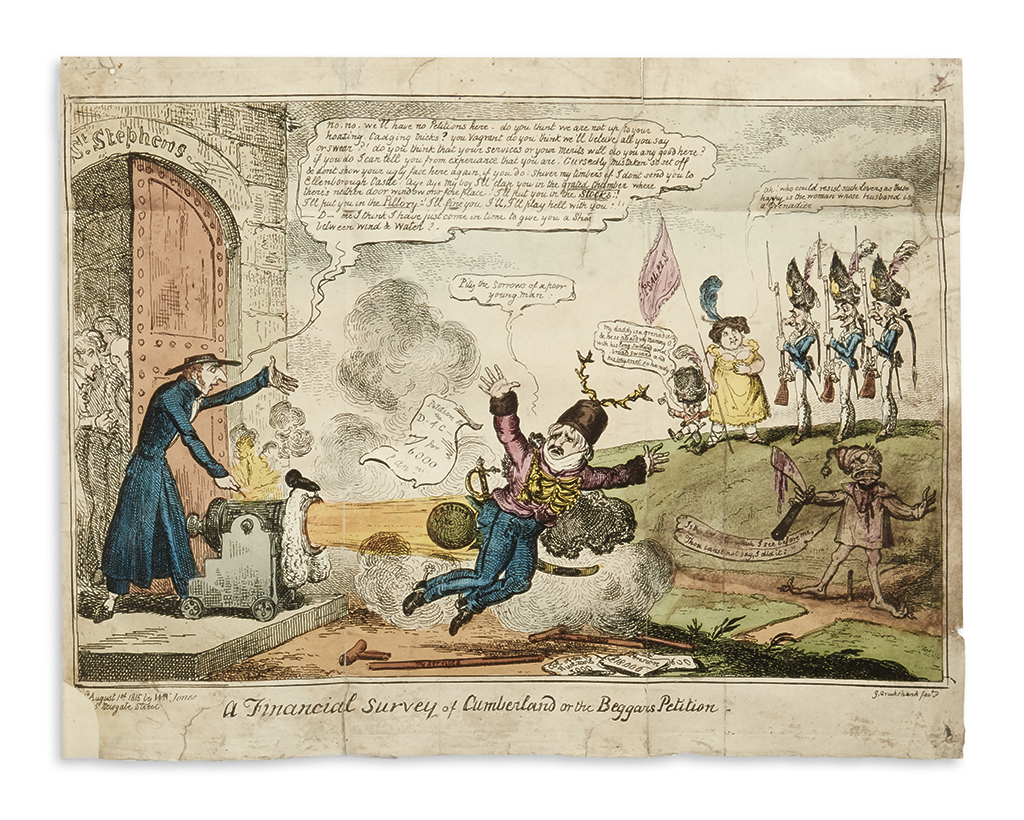
Một bức biếm họa George Cruikshank chế giễu Ernest về thất bại năm 1815 của khoản trợ cấp tăng thêm của ông. Phần màu nâu ở phía dưới bên phải che hình ảnh hồn ma của Sellis (có thể nhìn thấy nếu phóng to), ám chỉ sự liên quan của Công tước trong cái chết của ông (Cruikshank tự kiểm duyệt hầu hết các bản sao vì sợ bị kiện phỉ báng).

Phần lớn công chúng đổ lỗi cho Ernest về cái chết của Sellis. Các tờ báo Whig cực đoan hơn, các tờ rơi chống hoàng gia và các họa sĩ biếm họa đều đưa ra những lời giải thích đáng ngờ về cái chết của Sellis, trong đó Công tước phải chịu trách nhiệm. Một số câu chuyện kể rằng Công tước đã cắm sừng Sellis, với cuộc tấn công là để trả thù, hoặc Sellis bị giết vì phát hiện Ernest và vợ của Sellis đang nằm trên giường với nhau. Những câu chuyện khác cho rằng Công tước là người tình của Sellis hoặc Neale, và việc tống tiền đã đóng một phần vai trò trong cái chết này. Cả Roger Fulford và John Van der Kiste, những người đã viết sách về con cái của George III, đều cho rằng một phần sự thù địch và sợ hãi đối với Công tước là do ông không hề có hành vi yêu đương nơi công cộng như những người anh em trai của mình. Theo họ, công chúng lo sợ những tệ nạn có thể xảy ra sau cánh cửa đóng kín của ngôi nhà Công tước và nghĩ đến điều tồi tệ nhất.
Vào đầu năm 1813, Ernest đã vướng vào một vụ bê bối chính trị trong một cuộc tranh cử ở Weymouth sau cuộc tổng tuyển cử năm trước. Công tước được cho là một trong ba người được ủy thác có thể chỉ định ai sẽ đại diện cho Weymouth tại Hạ viện Anh. Người ta cho rằng việc một quý tộc can thiệp vào cuộc bầu cử vào Hạ viện là không phù hợp, nên đã có nhiều tranh cãi và chính phủ đã cử Ernest đến châu Âu với tư cách là người quan sát để tháp tùng quân đội Hannover, những người một lần nữa tham gia vào cuộc chiến chống lại Pháp. Mặc dù không chứng kiến hành động nào, Ernest đã có mặt tại Trận Leipzig, một chiến thắng lớn cho quân Đồng minh. Sau đó, Ernest được thăng chức lên Thống chế vào ngày 26 tháng 11 năm 1813.

### Hôn nhân
Năm 1813, Ernest gặp và yêu người em họ đời của mình là Friederike xứ Mecklenburg-Strelitz, vợ của Thân vương Friedrich Wilhelm xứ Solms-Braunfels và là góa phụ của Vương tử Ludwig Karl của Phổ. Hai người đồng ý kết hôn nếu Frederica được tự do kết hôn. Cuộc hôn nhân của bà với Friedrich Wilhelm không có con; chồng bà, thấy cuộc hôn nhân không còn hy vọng, đã đồng ý ly hôn, nhưng cái chết đột ngột của ông vào năm 1814 đã loại bỏ sự cần thiết phải li hôn. Một số người cho rằng cái chết quá thuận tiện và nghi ngờ Frederica đã đầu độc chồng mình. Vương hậu Charlotte phản đối cuộc hôn nhân dù Frederica là cháu gái ruột của bà: trước khi Frederica kết hôn với Friedrich Wilhelm, bà đã phụ bạc em trai của Ernest là Vương tử Adolphus, Công tước xứ Cambridge, sau khi lễ đính hôn được công bố.
Sau lễ cưới tại Đức vào ngày 29 tháng 5 năm 1815, Vương hậu Charlotte từ chối tiếp con dâu mới của mình, Vương hậu cũng không tham dự lễ cưới tại Kew, nơi bốn người anh trai của Ernest đã tham dự. Vương tử George, Thân vương xứ Wales (đang giữ vị trí nhiếp chính vương từ năm 1811) thấy sự hiện diện của Công tước và công tước phu nhân xứ Cumberland tại Anh là điều đáng xấu hổ, và đã đề nghị cho ông tiền và chức thống đốc Hannover nếu họ rời đi đến Vương quốc Hannover. Ernest đã từ chối và chia thời gian của mình giữa Kew và Cung điện St. James trong ba năm tiếp theo. Vương hậu vẫn kiên quyết từ chối tiếp Frederica. Bất chấp những rắc rối trong gia đình này, Ernest vẫn có một cuộc hôn nhân hạnh phúc. Chính phủ của Lãnh chúa xứ Liverpool đã yêu cầu Quốc hội tăng trợ cấp cho Công tước thêm 6.000 bảng Anh mỗi năm vào năm 1815 (tương đương khoảng 561.000 bảng Anh ngày nay), để ông có thể trang trải các chi phí tăng thêm do cuộc hôn nhân của mình. Sự tham gia của Công tước vào cuộc bầu cử Weymouth đã trở thành một vấn đề và dự luật đã thất bại với một phiếu bầu. Liverpool đã thử lại vào năm 1817; lần này dự luật đã thất bại với bảy phiếu bầu.
Vào thời điểm Công tước kết hôn vào năm 1815, nó dường như không có nhiều ý nghĩa về triều đại đối với nước Anh. Vương tôn nữ Charlotte xứ Wales, đứa con duy nhất của Nhiếp chính vương, là đứa cháu hợp pháp duy nhất của Nhà vua. Vương tôn nữ trẻ tuổi được kỳ vọng sẽ có những đứa con sẽ đảm bảo quyền kế vị của Anh, đặc biệt là sau khi cô kết hôn với Công tử Leopold xứ Sachesen-Coburg-Saalfeld vào năm 1816. Cả Thân vương nhiếp chính và Công tước xứ York đều đã kết hôn nhưng không hạnh phúc với vợ, trong khi hai người anh em tiếp theo là Vương tử William, Công tước xứ Clarence và Vương tử Edward, Công tước xứ Kent và Strathearn, đều chưa kết hôn. Vào ngày 6 tháng 11 năm 1817, Vương tôn nữ Charlotte qua đời sau khi sinh một đứa con trai chết lưu. Vua George III chỉ còn lại mười hai người con còn sống và không có đứa cháu hợp pháp nào còn sống. Hầu hết các công tước hoàng gia chưa lập gia đình đều vội vã tìm kiếm những cô dâu phù hợp, hy vọng sẽ đảm bảo quyền kế vị cho một thế hệ khác.
Thấy Vương hậu Charlotte không có triển vọng nhượng bộ và nhận con dâu, gia đình Công tước xứ Cumberland chuyển đến Đức vào năm 1818. Nếu ở Anh, họ gặp khó khăn trong việc sống với số tiền trợ cấp từ vương quyền, thì ở Đức lại dễ dàng hơn vì chi phí sinh hoạt thấp hơn nhiều. Vương hậu Charlotte qua đời vào ngày 17 tháng 11 năm 1818, nhưng gia đình Công tước xứ Cumberland vẫn ở lại Đức, chủ yếu sống ở Berlin, nơi Công tước phu nhân có nhiều họ hàng. Năm 1817, Công tước phu nhân có một cô con gái chết lưu; năm 1819, bà sinh một bé trai, chính là Vương tôn tử George xứ Cumberland. Công tước thỉnh thoảng đến thăm Vương quốc Anh, nơi ông ở với người anh cả của mình, người đã kế vị ngai vàng của Anh và Hanover với vương hiệu là George IV vào năm 1820. Con trai thứ tư của George III, Công tước xứ Kent, qua đời sáu ngày trước cha mình, nhưng để lại một cô con gái là Vương tôn nữ Alexandrina Victoria xứ Kent. Với cái chết của George III, Ernest trở thành người xếp thứ tư trong danh sách kế vị ngai vàng Anh, sau Công tước xứ York (người mất mà không có con hợp pháp vào năm 1827), Công tước xứ Clarence và Vương tôn nữ Alexandrina Victoria. Trở về Anh, quyền lực chính trị của ông một lần nữa trở nên đáng kể, vì có vẻ như ông sẽ có khả năng kế vị ngai vàng.

### Chính trị và sự mất lòng dân

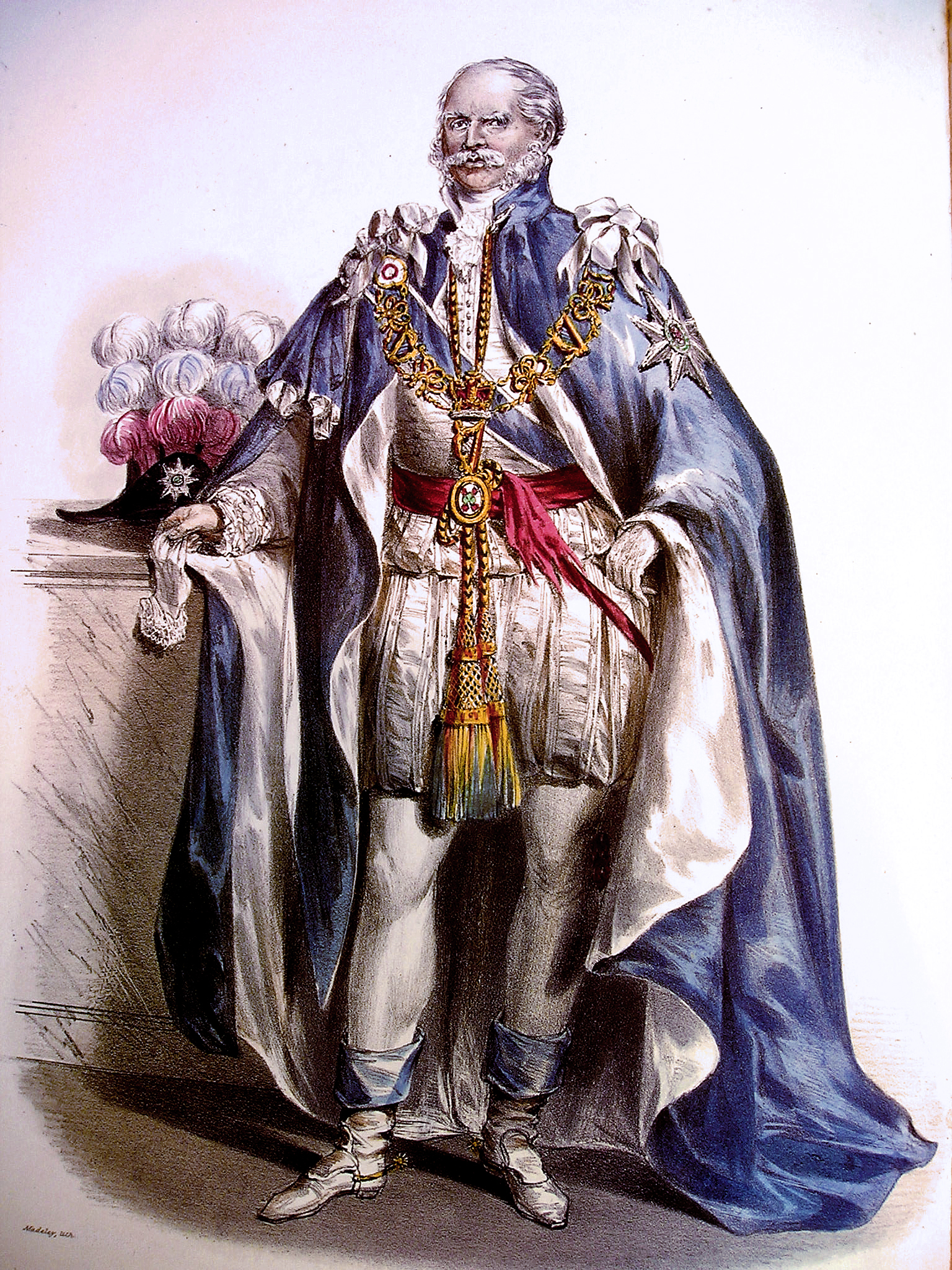
Ernest Augustus mặc áo choàng của một Hiệp sĩ của Dòng Thánh Patrick

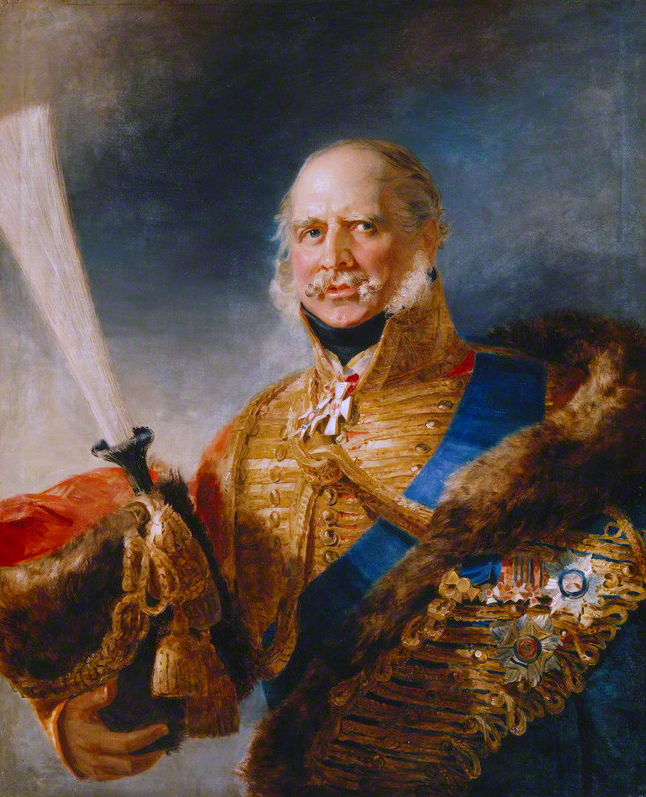
Chân dung của Ernest được vẽ bởi George Dawe, 1828

Năm 1826, Quốc hội cuối cùng đã bỏ phiếu tăng trợ cấp cho Vương tử Ernest. Chính phủ Lãnh chúa xứ Liverpool lập luận rằng Công tước cần tăng trợ cấp để chi trả cho việc học của Vương tổn tử George; mặc dù vậy, nhiều người theo đảng Whig đã phản đối. Dự luật, được Hạ viện Anh thông qua với tỷ lệ 120–97, yêu cầu Vương tôn tử George phải sống ở Anh nếu Ernest muốn nhận được tiền trợ cấp.
Năm 1828, Ernest đang ở cùng Nhà vua tại Lâu đài Windsor khi những cuộc bạo loạn nghiêm trọng nổ ra ở Ireland được gây ra bởi người Công giáo. Công tước là người ủng hộ nhiệt thành cho sự nghiệp Tin Lành ở Ireland và đã trở về Berlin vào tháng 8, tin rằng chính phủ do Công tước xứ Wellington lãnh đạo sẽ giải quyết cứng rắn với người Ireland. Vào tháng 1 năm 1829, chính quyền Wellington tuyên bố sẽ đưa ra dự luật giải phóng Công giáo để hòa giải người Ireland. Bất chấp yêu cầu của Wellington rằng ông vẫn ở nước ngoài, Ernest đã trở về London và là một trong những người phản đối hàng đầu Đạo luật cứu trợ Công giáo La Mã năm 1829, tác động đến Vua George IV chống lại dự luật. Vài ngày sau khi Ernest đến, Nhà vua đã chỉ thị cho các viên chức trong Hoàng gia bỏ phiếu chống lại dự luật. Nghe tin này, Wellington nói với Nhà vua rằng ông phải từ chức Thủ tướng trừ khi Nhà vua có thể đảm bảo ông được hỗ trợ hoàn toàn. Ban đầu, Nhà vua chấp nhận đơn từ chức của Wellington và Ernest đã cố gắng thành lập một chính phủ thống nhất chống lại sự giải phóng Công giáo. Mặc dù một chính phủ như vậy sẽ nhận được sự ủng hộ đáng kể tại Viện Quý tộc, nhưng lại nhận được ít sự ủng hộ tại Hạ viện và Ernest đã từ bỏ nỗ lực của mình. Nhà vua triệu hồi Wellington. Dự luật đã được Viện Quý tộc thông qua và trở thành luật.
Chính phủ Wellington hy vọng rằng Ernest sẽ trở về Đức, nhưng ông đã đưa vợ và con trai đến Anh vào năm 1829. Tờ Times đưa tin rằng họ sẽ sống tại Windsor trong "Tháp Quỷ"; thay vào đó, Công tước đã mở lại ngôi nhà của mình tại Kew. Họ định cư ở đó khi tin đồn lan truyền rằng Thomas Garth, được cho là con trai ngoài giá thú của Vương nữ Sophia của Liên hiệp Anh, chị gái của Ernest, là con của Ernest. Người ta cũng nói rằng Ernest đã tống tiền Nhà vua bằng cách đe dọa tiết lộ bí mật này, mặc dù Van der Kiste chỉ ra rằng Ernest sẽ không khôn ngoan khi tống tiền bằng một bí mật mà nếu bị tiết lộ, sẽ hủy hoại chính ông. Những tin đồn này lan truyền khi Ernest đi đến London để đấu tranh chống lại sự giải phóng của Công giáo. Chính trị gia Whig và người viết nhật ký Thomas Creevey đã viết tin đồn về Garth vào giữa tháng 2 và có một số dấu hiệu cho thấy tin đồn bắt đầu từ Dorothea Lieven, vợ của đại sứ Nga.
Các tờ báo cũng đưa tin, vào tháng 7 năm 1829, rằng Công tước đã bị đuổi khỏi nhà của Lãnh chúa Lyndhurst vì hành hung vợ của Lyndhurst là Sarah. Vào đầu năm 1830, một số tờ báo đã đăng các bài báo ám chỉ rằng Ernest đang ngoại tình với Phu nhân Lãnh chúa Graves, một người mẹ của 15 đứa con, hiện đã ngoài 50 tuổi. Vào tháng 2 năm 1830, Lãnh chúa Graves, người quản lý phòng ngủ và quản lý gia đình của Ernest, đã viết một bức thư cho vợ mình bày tỏ sự tin tưởng của mình vào sự trong sạch của bà, sau đó tự cắt cổ mình. Hai ngày sau cái chết của Lãnh chúa Graves (và một ngày sau cuộc điều tra), Tờ Times đã đăng một bài báo liên kết cái chết của Lãnh chúa Graves với Sellis. Sau khi được xem bức thư tuyệt mệnh, Tờ Times đã rút lại lời ám chỉ rằng có thể có mối liên hệ giữa hai cái chết. Tuy nhiên, nhiều người tin rằng Công tước chịu trách nhiệm cho vụ tự tử—hoặc phạm tội giết người thứ hai. Sau đó, Công tước tuyên bố rằng ông đã bị "buộc tội về mọi tội ác trong Mười điều răn". Người viết tiểu sử của Ernest là Anthony Bird, tuyên bố rằng mặc dù không có bằng chứng, nhưng ông không nghi ngờ gì rằng những tin đồn chống lại Công tước đã được đảng Whig lan truyền vì mục đích chính trị. Một người viết tiểu sử khác là Geoffrey Willis, chỉ ra rằng không có vụ bê bối nào liên quan đến Công tước trong suốt hơn một thập kỷ khi ông cư trú tại Đức; chỉ khi ông tuyên bố ý định trở về Anh thì "một chiến dịch tàn ác vô song" mới bắt đầu chống lại ông. Công tước xứ Wellington đã từng nói với Charles Greville rằng George IV đã nói về sự không được lòng dân của Ernest, "chưa bao giờ có một người cha tốt với con trai mình, hoặc chồng với vợ mình, hoặc người tình với tình nhân của mình, hoặc một người bạn với bạn mình, mà ông ta không cố gắng gây rối giữa họ." Theo Bird, Ernest là người đàn ông không được lòng dân nhất ở Anh.

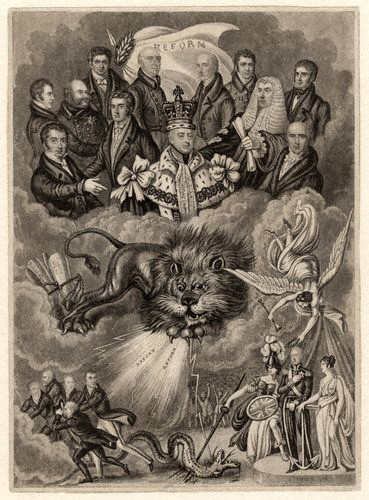
Tranh biếm họa chính trị ủng hộ Đạo luật Cải cách: William IV của Anh ngồi trên những đám mây, được bao quanh bởi các chính trị gia Whig; bên dưới, Britannia và Sư tử Anh khiến Tories (Ernest thứ hai từ trái sang) phải bỏ chạy.

Ảnh hưởng của Công tước tại triều đình đã kết thúc sau cái chết của Vua George IV vào tháng 6 năm 1830 và sự kế vị của Công tước xứ Clarence với vương hiệu William IV. Công tước xứ Wellington đã viết rằng "hậu quả của cái chết của Nhà vua sẽ ... là chấm dứt hoàn toàn tính cách chính trị và quyền lực của Công tước xứ Cumberland tại đất nước này". Vua William không có con hợp pháp (hai cô con gái hợp pháp đã chết khi còn nhỏ) và Ernest hiện là người thừa kế hợp pháp tại Hannover, vì người thừa kế hợp pháp của Anh, Vương tôn nữ Victoria, theo luật Salic thì không thể thừa kế Hannover. William nhận ra rằng, một khi Ernest duy trì được căn cứ quyền lực tại Windsor, ông ta có thể gây ra ảnh hưởng không mong muốn lên triều đình. Ernest hiện giữ chức Gold Stick với tư cách là người đứng đầu Hộ Kỵ binh Hoàng gia Anh; Vua William IV đã giao chức vụ của Ernest cho Tổng tư lệnh, và Ernest bị xúc phạm, tức giận khi nghĩ đến việc phải báo cáo với một sĩ quan cấp dưới của mình, vì thế ông đã từ chức.
Vua William một lần nữa áp chế Ernest khi Vương hậu Adelheid xứ Sachsen-Meiningen, muốn đưa ngựa của bà vào chuồng ngựa mà bà thường sử dụng, nhưng lúc đó lại là chuồng ngựa của Ernest. Ernest ban đầu từ chối lệnh của nhà vua di dời ngựa, nhưng đã nhượng bộ khi được bảo rằng người giữ ngựa của William sẽ di dời chúng nếu Ernest không tự nguyện di chuyển chúng. Tuy nhiên, Ernest và William vẫn thân thiện trong suốt 7 năm trị vì của William. Ngôi nhà của Ernest ở Kew quá nhỏ đối với gia đình ông; nhà vua đã cho Ernest sống trọn đời trong một ngôi nhà lớn hơn gần đó ở lối vào Vườn thực vật Kew. Ernest, người phản đối việc mở rộng quyền tự do dân sự và tôn giáo, đã phản đối Đạo luật Cải cách năm 1832 và là một trong những quý tộc "cứng đầu" đã bỏ phiếu chống lại dự luật trong lần đọc cuối cùng, trong đó hầu hết những người theo Đảng Bảo thủ đều bỏ phiếu trắng vì lo ngại rằng Viện Quý tộc sẽ tràn ngập những quý tộc theo Đảng Whig. Sự mất lòng tin của ông càng trầm trọng hơn khi có người cho rằng ông ủng hộ việc thành lập các hội quán của Dòng Orange (Orange Order) trong quân đội.
Ernest là đối tượng của nhiều cáo buộc hơn vào năm 1832, khi hai phụ nữ trẻ cáo buộc ông cố cưỡi ngựa đuổi họ khi họ đi bộ gần Hammersmith. Công tước đã không rời khỏi khuôn viên của mình tại Kew vào ngày hôm đó và có thể xác định rằng người cưỡi ngựa là một trong những người hầu của ông, người đã tuyên bố không nhìn thấy những người phụ nữ. Tuy nhiên, các tờ báo vẫn tiếp tục đăng tải các tài liệu tham khảo về vụ việc, cho rằng Ernest đã làm những gì những người phụ nữ này nói và đang hèn nhát cố gắng đổ lỗi cho người khác. Cùng năm đó, Công tước đã kiện tội phỉ báng sau khi một cuốn sách xuất hiện cáo buộc ông đã để người hầu của mình là Neale giết Sellis và bồi thẩm đoàn đã tuyên bố chống lại tác giả. Ernest, Công tước xứ Cumberland phải chịu thêm một bi kịch nữa khi Vương tôn tử George trẻ tuổi bị mù. Vương tôn tử đã bị mù một mắt trong nhiều năm; một tai nạn ở tuổi 13 đã cướp đi thị lực của mắt còn lại. Ernest đã hy vọng rằng con trai mình có thể kết hôn với Vương tôn nữ Victoria và giữ cho ngai vàng của Anh và Hanover thống nhất dưới vương quyền của Vương tộc Hannover, nhưng bất lợi này khiến George khó có thể giành được trái tim của Victoria và đặt ra câu hỏi về việc liệu ông có nên trở thành vua của Hannover hay không.
Công tước đã dành thời gian dưới thời vua William IV tại Viện Quý tộc, nơi ông đã tận tụy phục vụ. Biên tập viên báo James Grant đã viết rằng "Ông ấy thực sự là—tất nhiên là ngoại trừ người giữ cửa—người đàn ông đầu tiên vào Viện và là người cuối cùng rời khỏi đó. Và điều này không chỉ nói chung, mà là vào mỗi đêm." Grant, trong những quan sát của mình về các thành viên lãnh đạo của Viện Quý tộc, đã chỉ ra rằng Công tước không nổi tiếng về tài hùng biện (ông không có bài phát biểu nào dài hơn năm phút) và có giọng văn khó hiểu, mặc dù "cách cư xử của ông ấy rất nhẹ nhàng và hòa giải". Grant đã hạ thấp trí tuệ và ảnh hưởng của Công tước, nhưng tuyên bố rằng Công tước có ảnh hưởng gián tiếp đến một số thành viên và rằng "ông ấy không phải là một chiến lược gia tệ như những người đối đầu với ông ấy đã nhận xét".
Tranh cãi nổ ra vào năm 1836 về Dòng Orange. Các hội quán (có quan điểm chống Công giáo) được cho là đã sẵn sàng nổi dậy và cố gắng đưa Công tước xứ Cumberland lên ngai vàng sau cái chết của Vua William IV. Theo Joseph Hume, phát biểu tại Viện Quý tộc, Victoria đã bị bỏ qua vì lý do tuổi tác, giới tính và tình trạng bất lực của bà. Viện Quý tộc đã thông qua một nghị quyết kêu gọi giải tán các hội quán. Khi vấn đề này đến được với các Lãnh chúa, Công tước đã tự bào chữa, nói về Vương tôn nữ Victoria, "Tôi sẽ đổ giọt máu cuối cùng của mình vì cháu gái tôi". Công tước chỉ ra rằng các thành viên của Dòng Orange rất trung thành và sẵn sàng giải tán các hội quán ở Vương quốc Anh. Theo Bird, sự việc này là nguồn gốc của những tin đồn lan rộng rằng Ernest có ý định giết Victoria và giành lấy ngai vàng của Anh cho chính mình.

## Vua Hannover (1837 - 1851)

### Tranh cãi về hiến pháp
Vào ngày 20 tháng 6 năm 1837, Vua William IV qua đời; Vương tôn nữ Victoria kế vị ông trở thành Nữ vương của Vương quốc Anh, trong khi Ernest Augustus trở thành Vua của Hannover. Vào ngày 28 tháng 6 năm 1837, Ernest đến Vương quốc của mình, đi qua dưới một vòm khải hoàn. Lần đầu tiên sau hơn một thế kỷ, Hannover sẽ có một người cai trị sống ở đó. Nhiều người Hannover có quan điểm tự do và muốn Cựu phó vương Hannover là Vương tử Adolphus, Công tước xứ Cambridge, trở thành vua của Hannover, nhưng Công tước xứ Sussex và Cambridge từ chối tham gia bất kỳ phong trào nào mà họ sẽ trở thành vua thay vì anh trai của họ. Theo Roger Fulford trong nghiên cứu Royal Dukes của ông về những người con trai của Vua George III, "Vào năm 1837, Vua Ernest là hậu duệ nam duy nhất của George III sẵn sàng và có khả năng tiếp tục mối quan hệ với Hannover".

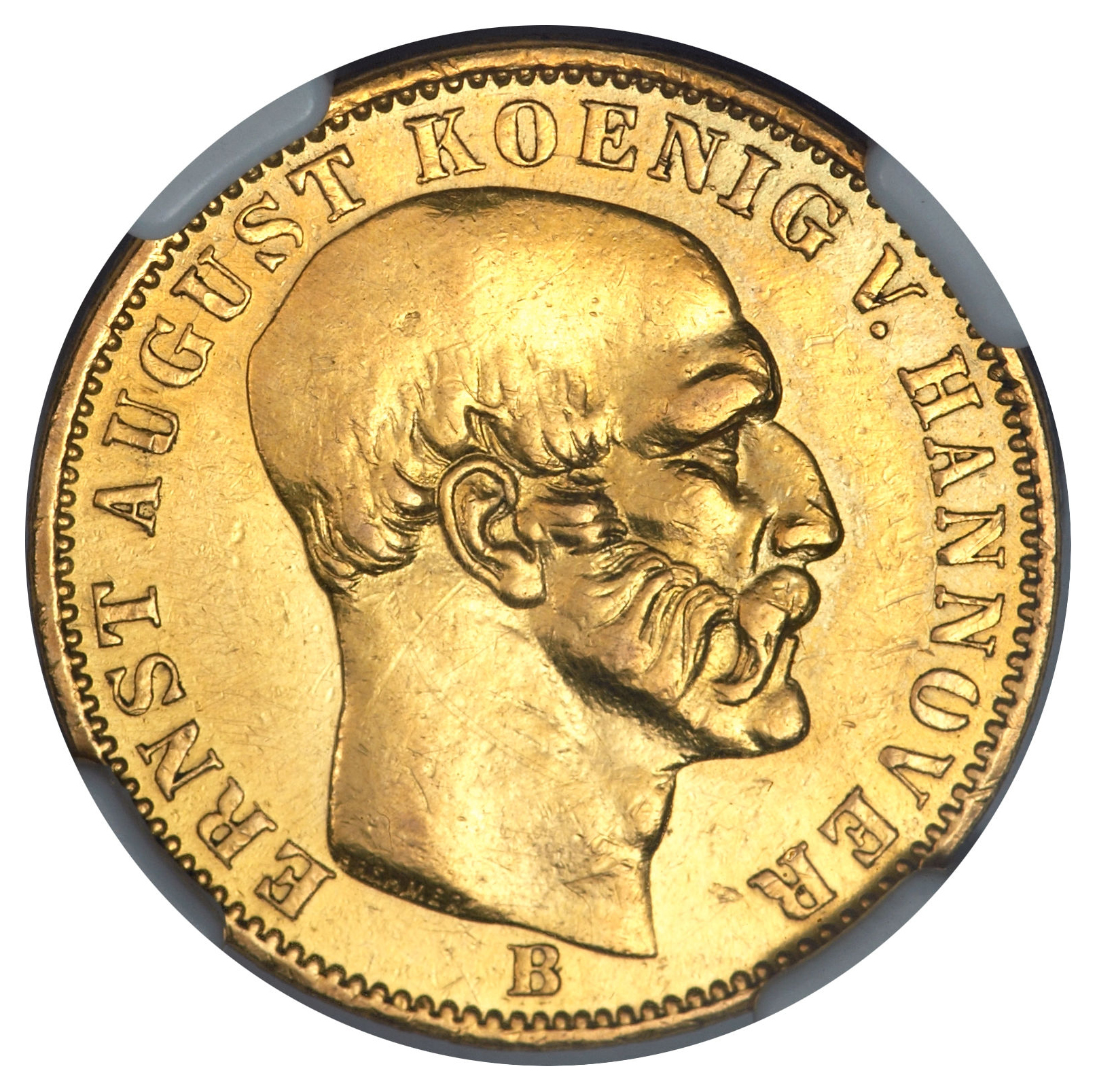
Đồng xu vàng mệnh giá 5 thaler năm 1849, có chân dung Vua Ernest Augustus

Hannover đã nhận được hiến pháp đầu tiên, do Nhiếp chính vương của Anh là Thân vương George xứ Wales ban hành, vào năm 1819; điều này không có ý nghĩa gì nhiều ngoài việc biểu thị sự thay đổi của Hannover từ một Tuyển đế hầu thành một vương quốc, được đảm bảo bởi Đại hội Viên. Công tước xứ Cambridge, với tư cách là phó vương của Vua William IV tại Hannover, đã khuyến nghị tổ chức lại toàn diện chính quyền Hannover. William IV đã đồng ý với một hiến pháp mới vào năm 1833; sự đồng ý của Công tước xứ Cumberland không được hỏi cũng không được nhận, và ông đã chính thức phản đối việc thông qua hiến pháp mà không có sự đồng ý của ông. Một điều khoản của hiến pháp chuyển giao Tuyển hầu xứ Hannover (tương đương với điền trang của Vương quyền Anh) từ nhà vua sang nhà nước, làm xói mòn quyền lực của nhà vua.

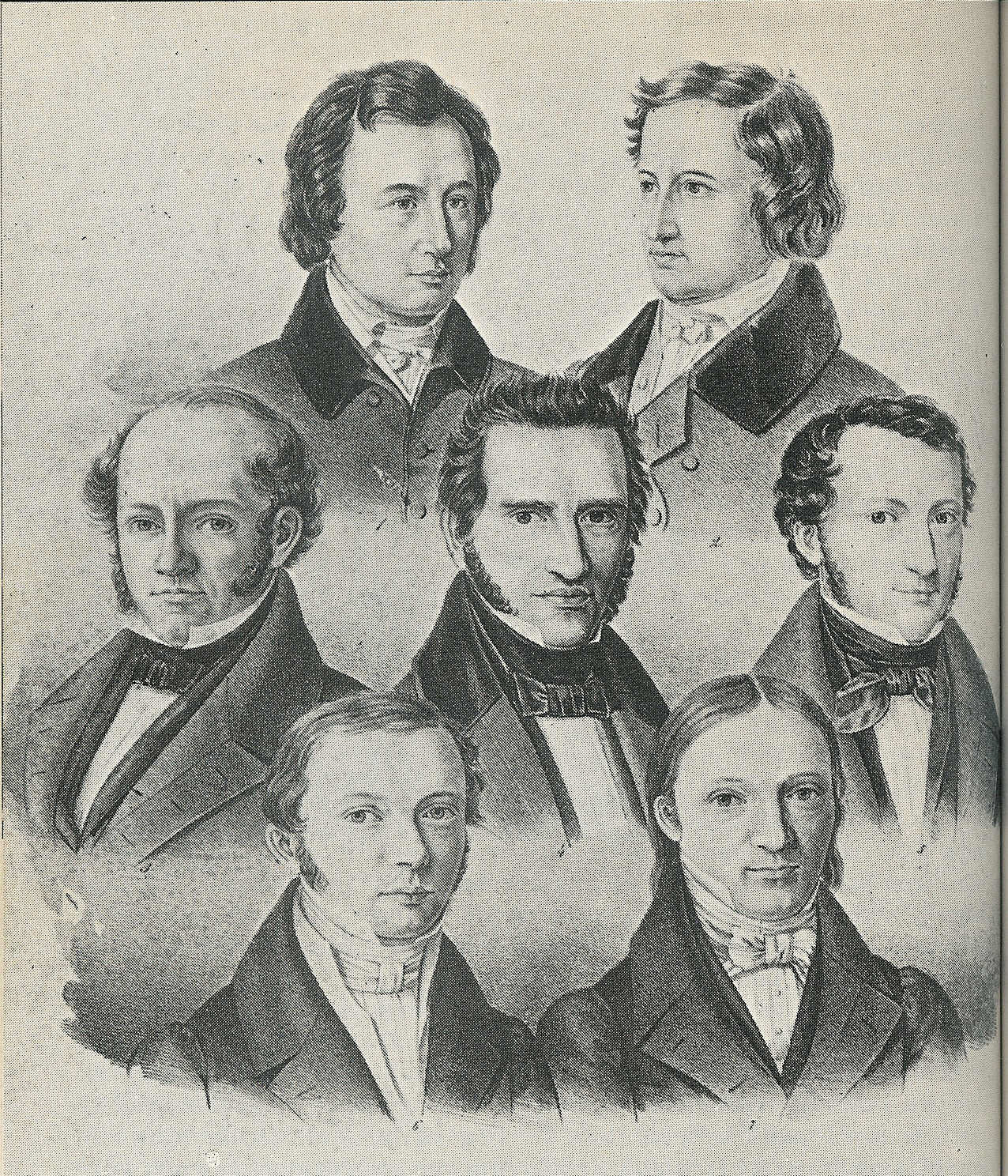
Nhóm Göttingen 7. Hàng trên cùng: Wilhelm Grimm, Jacob Grimm. Hàng giữa: Wilhelm Eduard Albrecht, Friedrich Christoph Dahlmann, Georg Gottfried Gervinus. Hàng dưới: Wilhelm Eduard Weber, Heinrich Georg August Ewald.

Ngay sau khi đến Hannover, Nhà vua đã giải tán Quốc hội Hannover, được triệu tập theo hiến pháp đang gây tranh cãi. Vào ngày 5 tháng 7, ông tuyên bố đình chỉ hiến pháp, với lý do rằng sự đồng ý của ông chưa được đưa ra và nó không đáp ứng được nhu cầu của vương quốc. Vào ngày 1 tháng 11 năm 1837, Nhà vua đã ban hành một văn bản, tuyên bố hiến pháp vô hiệu, nhưng vẫn duy trì mọi luật được thông qua theo hiến pháp. Hiến pháp năm 1819 đã được khôi phục. Con trai của ông, Thái tử Georg, đã tán thành hành động này.
Để thực hiện văn bản của Nhà vua, Nội các yêu cầu tất cả những người giữ chức vụ (bao gồm cả các giáo sư tại Đại học Göttingen) phải tuyên thệ trung thành với Nhà vua. Bảy giáo sư (bao gồm cả hai Anh em nhà Grimm) đã từ chối tuyên thệ và vận động những người khác phản đối sắc lệnh của Nhà vua. Vì họ không tuyên thệ, bảy người đã mất chức và Nhà vua đã trục xuất ba người chịu trách nhiệm nhiều nhất (bao gồm cả Jacob Grimm) khỏi Vương quốc Hannover. Chỉ có một trong bảy người, nhà phương Đông học Heinrich Ewald, là công dân của Hanover, và ông đã không bị trục xuất. Trong những năm cuối cùng của triều đại Ernst August, ba người đã được mời trở về. Ernst đã viết mô tả về sự việc này cho anh rể của mình là Friedrich Wilhelm III của Phổ như sau: "Nếu mỗi người trong bảy quý ông này gửi một lá thư cho tôi bày tỏ quan điểm của mình, tôi sẽ không có lý do gì để phản đối hành vi của họ. Nhưng việc triệu tập một cuộc họp và công bố quan điểm của họ ngay cả trước khi chính phủ nhận được đơn phản đối của họ—đó là những gì họ đã làm và tôi không thể chấp nhận điều đó". Ernst đã tiếp một phái đoàn gồm những công dân Göttingen, những người lo sợ tình trạng bất ổn của sinh viên, đã hoan nghênh việc sa thải. Tuy nhiên, ông đã bị chỉ trích rộng rãi ở châu Âu, đặc biệt là ở Anh. Tại Hạ viện Anh, Đại tá Thomas Perronet Thompson đã đề xuất với Quốc hội rằng nếu Nữ hoàng Victoria, người vẫn chưa có con, qua đời, đưa Ernst lên làm vua Anh, Quốc hội nên tuyên bố rằng Vua Ernst đã từ bỏ mọi quyền đối với ngai vàng Anh bằng hành động của mình.
Một cuộc phản đối quan trọng hơn đối với việc bãi bỏ hiến pháp năm 1833 là việc một số thị trấn từ chối bổ nhiệm đại biểu quốc hội. Tuy nhiên, đến năm 1840, một số lượng đại biểu đủ lớn đã được bổ nhiệm để Nhà vua triệu tập Quốc hội, họp trong hai tuần vào tháng 8, phê chuẩn phiên bản sửa đổi của hiến pháp năm 1819, thông qua ngân sách và gửi lời cảm ơn đến Nhà vua. Quốc hội họp lại vào năm sau, thông qua ngân sách ba năm và lại hoãn họp.

### Phát triển quốc gia và thương mại; khủng hoảng năm 1848
Vào thời điểm Ernst lên ngôi, thành phố Hannover là một đô thị có dân cư đông đúc và tuy nhiên nó không đạt đến phong cách tráng lệ của nhiều thủ đô ở các nhà nước Đức. Sau khi các cuộc khủng hoảng chính trị trong những năm đầu trị vì của ông lắng xuống, ông đã bắt đầu khắc phục tình trạng này. Sự ủng hộ của Ernst đã dẫn đến việc thắp sáng bằng khí đốt trên các đường phố của thành phố Hannover, cải thiện hệ thống vệ sinh hiện đại và phát triển một khu dân cư mới. Ông đã thay đổi kế hoạch vào năm 1841, sau cái chết của Vương hậu Frederica, để lại Altes Palais, nơi hai người đã sống kể từ khi đến Hannover. Sự quan tâm và ủng hộ của Ernst đối với đường sắt đã giúp Hannover trở thành một ngã ba đường sắt lớn, mang lại lợi ích lớn cho quốc gia. Tuy nhiên, khi kiến trúc sư của triều đình là Georg Ludwig Friedrich Laves đề xuất xây dựng một nhà hát opera ở Hannover vào năm 1837, Nhà vua ban đầu đã từ chối, gọi đề xuất này là "ý tưởng hoàn toàn vô lý khi xây dựng một nhà hát của triều đình giữa cánh đồng xanh này". Nhà vua cuối cùng đã đồng ý vào năm 1844 và nhà hát opera được mở cửa vào năm 1852, một năm sau khi nhà vua qua đời.
Hàng tuần, nhà vua cùng thư ký của mình đi đến các vùng khác nhau trong vương quốc và bất kỳ ai cũng có thể nộp đơn thỉnh cầu trước mặt ông—mặc dù Ernst đã yêu cầu thư ký của mình sàng lọc đơn thỉnh cầu để ông không phải giải quyết những khiếu nại phù phiếm. Ernst đã mở  rộng các vị trí bộ trưởng cấp cao cho những người thuộc bất kỳ tầng lớp nào, đảm bảo sự phục vụ của một số bộ trưởng sẽ không đủ điều kiện nếu không có cải cách này. Mặc dù khi còn là Công tước xứ Cumberland, nhà vua đã đấu tranh chống lại sự giải phóng Công giáo ở Anh và Ireland, nhưng ông không phản đối những người Công giáo phục vụ trong chính phủ ở Hannover và thậm chí còn đến thăm nhà thờ của họ. Ernst giải thích điều này bằng cách tuyên bố rằng không có lý do lịch sử nào để hạn chế người Công giáo ở Hannover, như đã từng xảy ra ở Vương quốc Anh.[93] Tuy ông liên tục phản đối việc cho phép người Do Thái vào Quốc hội Anh, nhưng trao cho người Do Thái ở Hannover quyền bình đẳng này.
Nhà vua ủng hộ liên minh bưu chính và tiền tệ chung giữa các Nhà nước Đức, nhưng phản đối Liên minh quan thuế Đức (Zollverein) do Vương quốc Phổ đứng đầu, vì lo ngại rằng nó sẽ dẫn đến sự thống trị của Phổ và sự kết thúc của Hannover như một quốc gia độc lập. Thay vào đó, Nhà vua ủng hộ Steuerverein, mà Hannover và các nhà nước ở Tây Đức khác đã thành lập vào năm 1834. Khi các hiệp ước Steuerverein được gia hạn vào năm 1841, Công quốc Brunswick đã rút khỏi liên minh và gia nhập Zollverein, làm suy yếu đáng kể vị thế của Hannover, đặc biệt là vì Brunswick có các vùng đất nằm trong Hannover. Ernst đã có thể hoãn việc các vùng đất nằm trong liên minh này gia nhập Zollverein và khi chiến tranh thương mại bắt đầu, đã có thể tồn tại lâu hơn Brunswick. Năm 1845, Brunswick, Hannover và Phổ đã ký một hiệp định thương mại. Năm 1850, Ernst miễn cưỡng cho phép Hannover gia nhập Zollverein, mặc dù việc gia nhập này có những điều khoản thuận lợi. Những dự cảm của Ernst về Phổ là có cơ sở; năm 1866, 15 năm sau khi ông mất, Hannover đã chọn phe Áo trong Chiến tranh Áo-Phổ, Hannover đã bị đánh bại nên Phổ sáp nhập Hannover.
Hannover ít bị ảnh hưởng bởi các cuộc Cách mạng 1848; một vài cuộc bạo loạn nhỏ đã bị kỵ binh dập tắt mà không đổ máu. Khi những người kích động đến từ Berlin vào cuối tháng 5 năm 1848 và có các cuộc biểu tình bên ngoài cung điện của Nhà vua, Ernst đã cử Thủ tướng ra. Thủ tướng cảnh báo rằng, nếu những người biểu tình đưa ra bất kỳ yêu cầu không phù hợp nào đối với Nhà vua, Ernst sẽ thu dọn đồ đạc và rời đến Anh, đưa Thái tử đi cùng. Điều này sẽ khiến đất nước nằm trong tay của Phổ và chính tối hậu thư mang tính đe dọa này đã chấm dứt tình trạng kích động. Sau đó, Nhà vua đã ban hành một hiến pháp mới, có phần tự do hơn so với văn bản năm 1819.

### Quan hệ với Anh

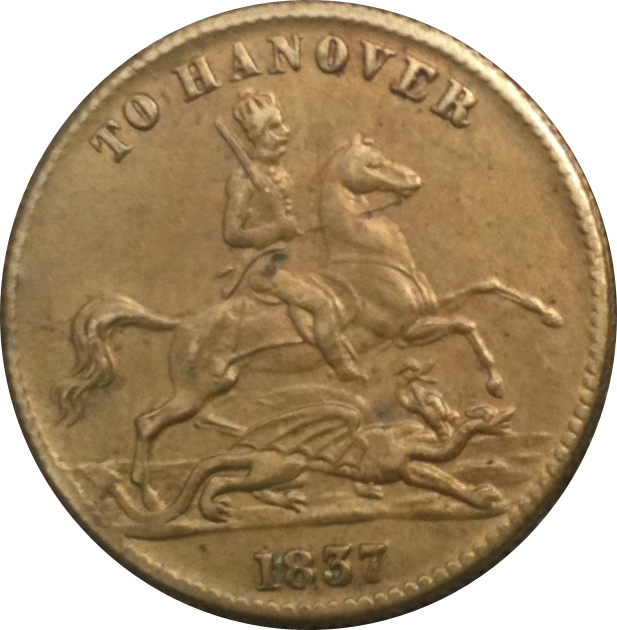
Đồng xu "To Hanover" của Anh hoặc "Cumberland Jack", đánh dấu sự ra đi của Ernest khỏi Anh. Những đồng xu này được đúc trong suốt thế kỷ 19 như đồng tiền whist và đôi khi được chuyển như những đồng tiền vàng thật cho những người thiếu cảnh giác.

Ernst August được cho là đã hỏi ý kiến Công tước xứ Wellington về hướng đi mà ông nên thực hiện sau khi người cháu gái Victoria lên ngôi tại Anh, Wellington được cho là đã nói "Hãy đi trước khi bị ném ra ngoài". Tuy nhiên, Bird bác bỏ câu chuyện này là không có khả năng xảy ra, xét đến sự tôn trọng thông thường của Wellington đối với hoàng gia và thực tế là với Vương tử Ernest không có nhiều lựa chọn trong việc phải làm gì - ông phải đến vương quốc của mình càng nhanh càng tốt. Một quyết định mà vị vua mới phải đưa ra là liệu, với tư cách là Công tước xứ Cumberland, có tuyên thệ trung thành với Victoria tại Viện Quý tộc hay không. Ngay sau khi William qua đời, Ernest nghe từ Lãnh chúa xứ Lyndhurst rằng Lãnh chúa xứ Cottenham người đang giữ chức Đại Chưởng ấn, đã tuyên bố rằng Công tước xứ Cumberland sẽ từ chối thực hiện Lời tuyên thệ trung thành với nữ vương, vì ông ấy sẽ lấy cớ mình là một vị vua nên không thể làm như thế. Sau khi nghe xong thì Ernest vội vã xuất hiện tại Viện Quý tộc, trước khi khởi hành đến Hannover, và ký vào Lời tuyên thệ trước Chánh văn phòng như một vấn đề thường lệ. Ernest là người thừa kế hợp pháp của Nữ hoàng Victoria cho đến khi con gái của bà là Vương nữ Victoria Adelaide, chào đời vào tháng 11 năm 1840. Lãnh chúa xứ Clarendon người giữ chức vụ Đại chưởng ấn cơ mật viện, đã viết: "Điều mà đất nước quan tâm là có thêm một cuộc sống, dù là nam hay nữ, giữa thời kỳ kế vị và thời kỳ Vua Hannover".
Gần như ngay sau khi đến Hannover, Nhà vua đã vướng vào một cuộc tranh chấp với cháu gái của mình. Nữ hoàng Victoria có mối quan hệ căng thẳng với mẹ bà là Victoria, Công tước phu nhân xứ Kent, và muốn cho Công tước phu nhân ở gần mình, vì lý do hình thức—nhưng không quá gần bà. Vì mục đích đó, Nữ hoàng đã yêu cầu Nhà vua từ bỏ căn hộ của mình tại Cung điện St James để ủng hộ Công tước phu nhân. Nhà vua, muốn giữ lại căn hộ ở London để chuẩn bị cho các chuyến thăm thường xuyên đến Anh và không muốn nhường chỗ cho một người phụ nữ thường xuyên cãi vã với anh trai mình, Vua William IV, đã từ chối và Nữ hoàng tức giận thuê một ngôi nhà khác cho mẹ bà. Vào thời điểm Nữ hoàng đang cố gắng trả nợ cho cha mình, bà thấy đây là một khoản chi phí không cần thiết. Sự bất bình của bà đối với Ernst tăng lên khi ông từ chối, và khuyên hai người anh trai còn sống của mình cũng từ chối, để nhường vị trí ưu tiên cho người chồng tương lai của bà là Vương tế Albert xứ Sachsen-Coburg và Gotha. Ernst lập luận rằng địa vị của các gia đình hoàng gia khác nhau đã được giải quyết tại Đại hội Viên và rằng Vua Hannover không nên phải nhường cho một người mà ông mô tả là "Thân vương giấy tờ". Đạo luật nhập tịch Albert với tư cách là một công dân Anh đã để lại câu hỏi về vị trí ưu tiên của ông chưa được giải quyết.
Vấn đề lên đến đỉnh điểm khi Ernst trở về trong chuyến thăm duy nhất của ông tới Anh với tư cách là Vua Hannover vào năm 1843. Ông được chào đón nồng nhiệt, ở mọi nơi trừ Cung điện. Tại đám cưới của Vương nữ Augusta xứ Cambridge, ông đã cố gắng khăng khăng đòi một vị trí cao hơn Vương tế Albert. Vương tế kém Ernest 48 tuổi, đã giải quyết mọi chuyện bằng những gì Albert mô tả là "một cú thúc mạnh" và cẩn thận viết tên mình lên giấy chứng nhận dưới chữ ký của Nữ hoàng, rất gần chữ ký của vợ mình đến mức không còn chỗ cho chữ ký của Nhà vua Hannover. Nhà vua dường như không hề tức giận khi mời Vương tế đi dạo trong công viên. Khi Albert từ chối với lý do họ có thể bị đám đông xô đẩy, Nhà vua trả lời, "Khi ta sống ở đây, ta cũng không được ưa chuộng như ngươi và họ không bao giờ làm phiền ta". Ngay sau đám cưới, Nhà vua bị thương do ngã, Albert viết thư cho anh trai mình, "May mắn thay, ông ấy đã ngã vào một số tảng đá ở Kew và bị thương một số xương sườn." Vết thương này giúp ông không phải tiếp xúc thêm với Victoria và Albert. Trong chuyến thăm của mình, Nhà vua đã dành thời gian để đảm nhận vị trí Công tước xứ Cumberland tại Viện Quý tộc. Victoria ghi lại trong nhật ký của mình rằng Nhà vua đã tuyên bố khi được hỏi liệu ông có phát biểu trước Viện Quý tộc hay không, ông ấy đã trả lời rằng: "Không, tôi sẽ không, trừ khi Quỷ dữ thúc giục tôi!" Nữ hoàng cũng ghi lại rằng mặc dù Nhà vua rất thích lắng nghe các cuộc tranh luận, nhưng bản thân ông không phát biểu. Nhà vua đã nêu rõ quan điểm chào đón du khách Anh đến Hannover và khi một phụ nữ Anh nói với ông rằng cô đã bị lạc trong thành phố, Nhà vua phủ nhận điều đó là có thể, vì "toàn bộ đất nước không lớn hơn một đồng bốn xu".
Các quốc vương lại tham gia vào một trận chiến nữa—tranh giành số trang sức do Vương hậu Charlotte để lại. Nữ hoàng Victoria, người sở hữu chúng, cho rằng chúng thuộc về Vương quyền Anh. Vua Ernst cho rằng chúng sẽ thuộc về người thừa kế nam, tức là chính ông. Vấn đề đã được phân xử, và ngay khi các trọng tài chuẩn bị công bố quyết định có lợi cho Hannover, một trong những trọng tài đã qua đời, khiến quyết định đó trở nên vô hiệu. Mặc dù Nhà vua yêu cầu thành lập một hội đồng mới, Victoria đã từ chối cho phép thành lập một hội đồng trong suốt cuộc đời của Nhà vua và tận dụng mọi cơ hội để đeo những món trang sức, khiến Nhà vua phải viết thư cho người bạn của mình, Lãnh chúa Strangford, "Tôi nghe nói Nữ hoàng nhỏ bé trông rất đẹp, đeo đầy kim cương của tôi." Con trai và người kế vị của Ernst là Vua Georg V, đã tiếp tục đòi lại các món trang sức này, và vào năm 1858, sau một quyết định khác có lợi cho Hannover, những món trang sức đã được chuyển giao cho đại sứ Hannover.

## Cuối đời, cái chết và tưởng niệm

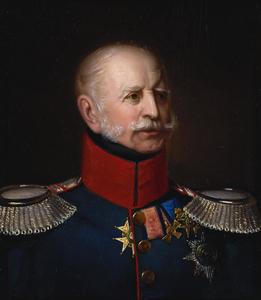
Chân dung Ernst Augustus năm 1850

Năm 1851, Nhà vua đã thực hiện một số chuyến đi vòng quanh các nhà nước Đức. Ông đã nhận lời mời của Vương hậu Phổ, Elisabeth Ludovika của Bayern đến thăm Cung điện Charlottenburg, gần Berlin.  Ông đã đến Mecklenburg để dự lễ rửa tội cho con trai của Đại công tước và Lüneburg để thăm lại trung đoàn cũ của ông. Vào tháng 6, Ernst đã kỷ niệm sinh nhật lần thứ 80 của mình bằng cách tiếp đón Friedrich Wilhelm IV của Phổ. Cuối mùa hè năm đó, ông đã đến thăm Göttingen, nơi ông đã mở một bệnh viện mới và được chào mừng bằng một cuộc rước đuốc.
Nhà vua tiếp tục quan tâm đến các vấn đề của Anh và đã viết thư cho Lãnh chúa Strangford về Triển lãm lớn năm 1851:
Sự điên rồ và vô lý của Nữ hoàng khi cho phép điều vớ vẩn này phải đánh vào mọi tâm trí sáng suốt và suy nghĩ thấu đáo, và tôi rất ngạc nhiên khi chính các bộ trưởng không khăng khăng yêu cầu bà ít nhất phải đến Osborne trong Triển lãm, vì không con người nào có thể trả lời được những gì có thể xảy ra vào dịp đó. Ý tưởng ... phải gây sốc cho mọi người Anh trung thực và có thiện chí. Nhưng có vẻ như mọi thứ đang âm mưu hạ thấp chúng ta trong mắt châu Âu.

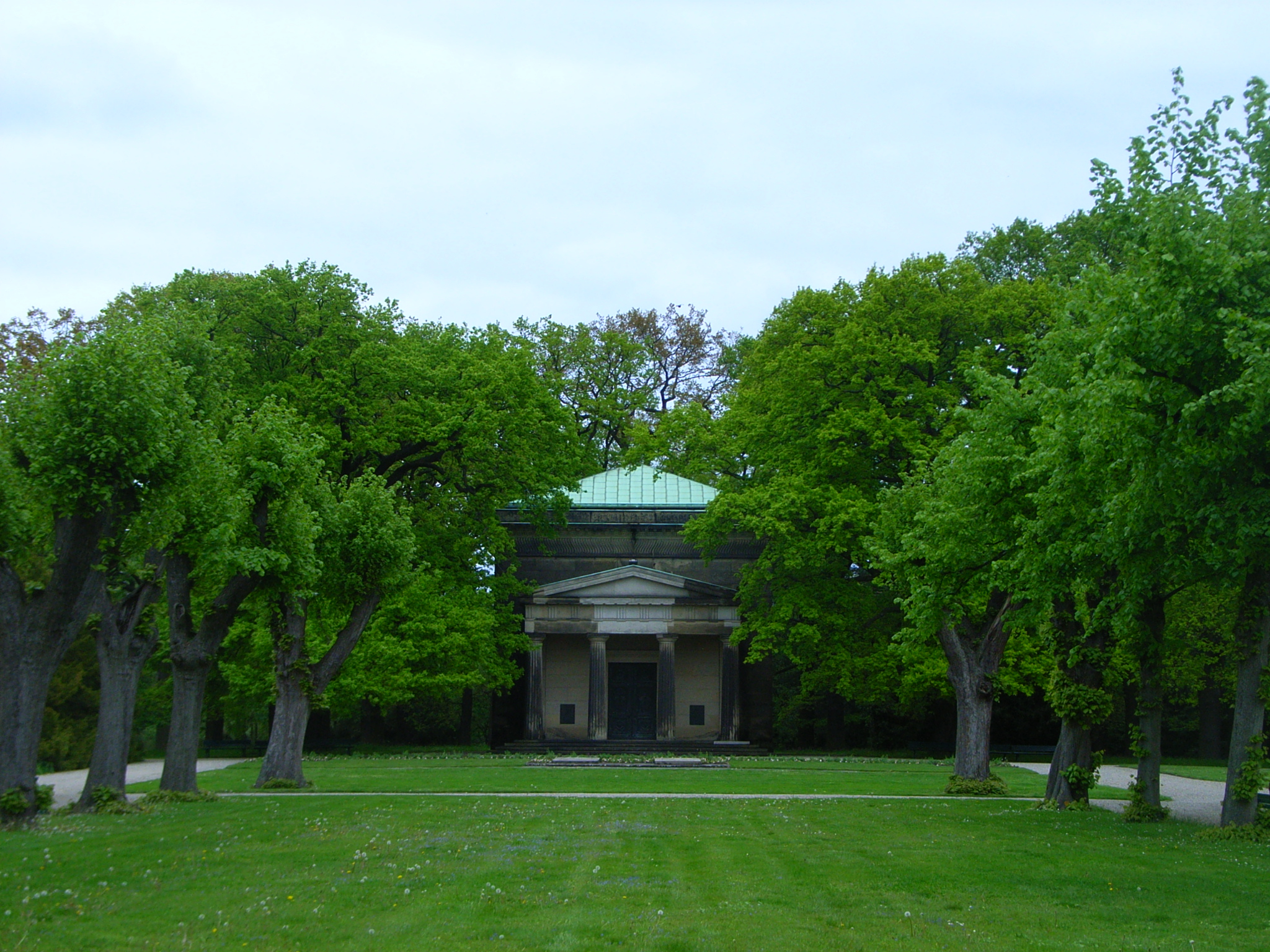
Lăng vua Ernst August ở Berggarten của Vườn Herrenhausen

Nhà vua qua đời vào ngày 18 tháng 11 năm 1851 sau một tháng lâm bệnh. Ông được thương tiếc rất nhiều ở Hannover; và ít hơn ở Vương quốc Anh, nơi tờ The Times đã bỏ đường viền đen thông thường trên trang nhất và tuyên bố "điều tốt đẹp có thể nói về cái chết của Hoàng gia là rất ít hoặc không có gì".[116] Cả ông và Vương hậu Frederica đều yên nghỉ trong một lăng mộ tại Berggarten của Vườn Herrenhausen.
Một bức tượng cưỡi ngựa lớn của Vua Ernst August có thể được tìm thấy tại một quảng trường được đặt theo tên ông trước Ga trung tâm Hannover, trên đó khắc tên ông và dòng chữ (bằng tiếng Đức) "Gửi đến người cha của quốc gia từ những người dân trung thành của ông". Đây là một địa điểm gặp gỡ phổ biến; theo cách nói của người dân địa phương, mọi người sắp xếp để gặp unterm Schwanz hoặc "dưới đuôi".
Mặc dù tờ The Times hạ thấp sự nghiệp của Ernst với tư cách là Công tước xứ Cumberland, nhưng tờ báo này đã nói ngợi khen về thời gian ông làm Vua xứ Hannover và về thành công của ông trong việc giữ cho Hannover ổn định vào năm 1848:

Trên hết, ông sở hữu một quyết định kiên quyết về tính cách, mặc dù không may là nó có thể hoạt động trong những điều kiện khác nhau, nhưng dường như có lợi thế phi thường trong cuộc khủng hoảng ngai vàng ở Hannover. Bối rối trước tiếng ồn cách mạng và dao động một cách nhục nhã giữa sợ hãi và giận dữ, kháng cự và nhượng bộ, nhóm những người đứng đầu đội vương miện đã phải chịu đựng rất nhiều so với một Quốc vương ít nhất cũng biết suy nghĩ của chính mình và sẵn sàng tuân theo ý kiến của mình. Do đó, trong những biến động ở châu Âu, Vua Ernst đã duy trì được sự ổn định của ngai vàng và sự bình yên của người dân mà không bị tổn hại bởi cách mạng hay phản động. Quả thực, như các vị Vua được tính toán trên lục địa, ông là một vị Quân chủ tài ba và thậm chí là một vị Quân chủ được nhiều người yêu mến, và ký ức về ông có lẽ có thể tìm thấy sự đồng cảm trong lãnh thổ tổ tiên của ông, điều mà sẽ là vô ích nếu nói về nó trong các cảnh thời trai trẻ của ông hoặc vùng đất nơi ông sinh ra - ám chỉ nước Anh.

## Tước hiệu, phong cách và vinh dự

### Tước hiệu và phong cách
- Ngày 5 tháng 6 năm 1771– Ngày 23 tháng 4 năm 1799: His Royal Highness Vương tử Ernest Augustus[119]
- 23 tháng 4 năm 1799– 20 tháng 6 năm 1837: His Royal Highness Công tước xứ Cumberland và Teviotdale[120]
- 20 tháng 6 năm 1837– 18 tháng 11 năm 1851: His Majesty Vua của Hannover[121]

### Vinh dự

#### British and Hanoverian
- Hiệp sĩ Dòng Garter (KG) – được đề cử ngày 2 tháng 6 năm 1786[1]
- Cơ mật viện Vương quốc Liên hiệp Anh (sau này của Vương quốc Anh) (PC) – 5 tháng 6 năm 1799.[1] (Ông là PC cấp cao của Vương quốc Anh từ năm 1847 cho đến khi qua đời.)
- Hiệp sĩ Dòng Thistle (KT)
- Hiệp sĩ Dòng Bath (GCB) – 2 January 1815[1]
- Hiệp sĩ Dòng Hoàng gia Guelphic (GCH trong cách sử dụng của người Anh) (Vương quốc Hannover) – Ngày 12 tháng 8 năm 1815;[1] trở thành người cai trị của dòng tu khi kế vị ngai vàng Hannover vào ngày 20 tháng 6 năm 1837.
- Hiệp sĩ Dòng Thánh Patrick (KP) – Ngày 20 tháng 8 năm 1821[1]
- Huân chương Thánh George (Vương quốc Hannover) - người sáng lập và là người cai quản, ngày 23 tháng 4 năm 1839.[122]
- Viện sĩ của Hội Hoàng gia (FRS) – Ngày 24 tháng 4 năm 1828[1]

#### Nước ngoài
- Thập tự lớn Albert Gấu – Ngày 13 tháng 1 năm 1839 (Công quốc Ascania)[123]
- Thập tự lớn Huân chương Thánh Stephen – 1839 (Đế quốc Áo)[124]
- Thập tự lớn Huân chương Triều đại Fidelity – 1829 (Đại Công quốc Baden)[125]
- Hiệp sĩ Huân chương Voi – Ngày 7 tháng 7 năm 1838 (Đan Mạch)[126]
- Thập tự lớn Huân chương Triều đại Sachsen-Ernestine – Tháng 8 năm 1839 (Các công quốc Ernestine)[127]
- Hiệp sĩ Đại bàng Đen – 21 tháng 5 năm 1815 (Vương quốc Phổ)[128]
- Thập tự lớn Đại bàng Đỏ (Vương quốc Phổ)[1]
- Thập tự lớn Huân chương Ludwig (Đại công quốc Hessen)[129]
- Thập tự lớn Sư tử vàng – Ngày 20 tháng 9 năm 1818 (Tuyển hầu xứ Hessen)[130]
- Hiệp sĩ Thánh Hubert – 1826 (Vương quốc Bayern)[131]
- Thập tự lớn Huân chương quân sự Willem – Ngày 3 tháng 7 năm 1849 (Hà Lan)[132]
- Hiệp sĩ Thánh Andrew – Tháng 9 năm 1819 (Đế quốc Nga)[133]

## Tổ tiên
| \| \| \| \| \| \| \| \| \| \| \| 8. George II của Anh[134] \| \| \| \| \| \| \| \| \| \| \| \| \| \| \| \| \| \| \| \| \| \| \| \| \| \| \| \| \| \| \| \| \| \| \| \| \| \| \| \| \| \| \| \| \| \| \| \| \| \| \| 4. Frederick, Thân vương xứ Wales \| \| \| \| \| \| \| \| \| \| \| \| \| \| \| \| \| \| \| \| \| \| \| \| \| \| \| \| \| \| \| \| \| \| \| \| \| \| \| \| \| \| \| \| \| \| \| \| \| \| \| \| \| \| \| \| \| \| \| \| 9. Caroline xứ Ansbach[134] \| \| \| \| \| \| \| \| \| \| \| \| \| \| \| \| \| \| \| \| \| \| \| \| \| \| \| \| \| \| \| \| \| \| \| \| \| \| \| \| \| \| \| \| \| \| \| \| \| \| \| \| \| \| \| \| \| \| \| \| 2. George III của Anh \| \| \| \| \| \| \| \| \| \| \| \| \| \| \| \| \| \| \| \| \| \| \| \| \| \| \| \| \| \| \| \| \| \| \| \| \| \| \| \| \| \| \| \| \| \| \| \| \| \| \| \| \| \| \| \| \| \| \| \| 10. Friedrich II xứ Sachsen-Gotha-Altenburg[134] \| \| \| \| \| \| \| \| \| \| \| \| \| \| \| \| \| \| \| \| \| \| \| \| \| \| \| \| \| \| \| \| \| \| \| \| \| \| \| \| \| \| \| \| \| \| \| \| \| \| \| \| \| \| \| \| \| \| \| \| 5. Augusta xứ Sachsen-Gotha-Altenburg \| \| \| \| \| \| \| \| \| \| \| \| \| \| \| \| \| \| \| \| \| \| \| \| \| \| \| \| \| \| \| \| \| \| \| \| \| \| \| \| \| \| \| \| \| \| \| \| \| \| \| \| \| \| \| \| \| \| \| \| 11. Magdalena Augusta xứ Anhalt-Zerbst[134] \| \| \| \| \| \| \| \| \| \| \| \| \| \| \| \| \| \| \| \| \| \| \| \| \| \| \| \| \| \| \| \| \| \| \| \| \| \| \| \| \| \| \| \| \| \| \| \| \| \| \| \| \| \| \| \| \| \| \| \| 1. Ernst August, Vua của Hanover \| \| \| \| \| \| \| \| \| \| \| \| \| \| \| \| \| \| \| \| \| \| \| \| \| \| \| \| \| \| \| \| \| \| \| \| \| \| \| \| \| \| \| \| \| \| \| \| \| \| \| \| \| \| \| \| \| \| \| \| 12. Adolf Friedrich II xứ Mecklenburg-Strelitz[135] \| \| \| \| \| \| \| \| \| \| \| \| \| \| \| \| \| \| \| \| \| \| \| \| \| \| \| \| \| \| \| \| \| \| \| \| \| \| \| \| \| \| \| \| \| \| \| \| \| \| \| \| \| \| \| \| \| \| \| \| 6. Karl Ludwig Friedrich xứ Mecklenburg-Strelitz[134] \| \| \| \| \| \| \| \| \| \| \| \| \| \| \| \| \| \| \| \| \| \| \| \| \| \| \| \| \| \| \| \| \| \| \| \| \| \| \| \| \| \| \| \| \| \| \| \| \| \| \| \| \| \| \| \| \| \| \| \| 13. Christiane Emilie xứ Schwarzburg-Sondershausen[135] \| \| \| \| \| \| \| \| \| \| \| \| \| \| \| \| \| \| \| \| \| \| \| \| \| \| \| \| \| \| \| \| \| \| \| \| \| \| \| \| \| \| \| \| \| \| \| \| \| \| \| \| \| \| \| \| \| \| \| \| 3. Charlotte xứ Mecklenburg-Strelitz \| \| \| \| \| \| \| \| \| \| \| \| \| \| \| \| \| \| \| \| \| \| \| \| \| \| \| \| \| \| \| \| \| \| \| \| \| \| \| \| \| \| \| \| \| \| \| \| \| \| \| \| \| \| \| \| \| \| \| \| 14. Ernst Friedrich I xứ Sachsen-Hildburghausen[135] \| \| \| \| \| \| \| \| \| \| \| \| \| \| \| \| \| \| \| \| \| \| \| \| \| \| \| \| \| \| \| \| \| \| \| \| \| \| \| \| \| \| \| \| \| \| \| \| \| \| \| \| \| \| \| \| \| \| \| \| 7. Elisabeth Albertine xứ Sachsen-Hildburghausen[134] \| \| \| \| \| \| \| \| \| \| \| \| \| \| \| \| \| \| \| \| \| \| \| \| \| \| \| \| \| \| \| \| \| \| \| \| \| \| \| \| \| \| \| \| \| \| \| \| \| \| \| \| \| \| \| \| \| \| \| \| 15. Sophia Albertine xứ Erbach-Erbach[135] \| \| \| \| \| \| \| \| \| \| \| \| \| \| \| \| \| \| \| \| \| \| \| \| \| \| \| \| \| \| \| \| \| \| \| \| \| \| \| \| \| \| \| |                                                    |  |  |  |  |  |  |  |  |                      |  |  |  |
| |                                                    |  |  |  |  |  |  |  |  | 8. George II của Anh |  |  |  |
| |                                                    |  |  |  |  |  |  |  |  |                      |  |  |  |
| |                                                    |  |  |  |  |  |  |  |  |                      |  |  |  |
| |                                                    |  |  |  |  |  |  |  |  |                      |  |  |  |
| | 4. Frederick, Thân vương xứ Wales                  |  |  |  |  |  |  |  |  |                      |  |  |  |
| |                                                    |  |  |  |  |  |  |  |  |                      |  |  |  |
| |                                                    |  |  |  |  |  |  |  |  |                      |  |  |  |
| |                                                    |  |  |  |  |  |  |  |  |                      |  |  |  |
| | 9. Caroline xứ Ansbach                             |  |  |  |  |  |  |  |  |                      |  |  |  |
| |                                                    |  |  |  |  |  |  |  |  |                      |  |  |  |
| |                                                    |  |  |  |  |  |  |  |  |                      |  |  |  |
| |                                                    |  |  |  |  |  |  |  |  |                      |  |  |  |
| | 2. George III của Anh                              |  |  |  |  |  |  |  |  |                      |  |  |  |
| |                                                    |  |  |  |  |  |  |  |  |                      |  |  |  |
| |                                                    |  |  |  |  |  |  |  |  |                      |  |  |  |
| |                                                    |  |  |  |  |  |  |  |  |                      |  |  |  |
| | 10. Friedrich II xứ Sachsen-Gotha-Altenburg        |  |  |  |  |  |  |  |  |                      |  |  |  |
| |                                                    |  |  |  |  |  |  |  |  |                      |  |  |  |
| |                                                    |  |  |  |  |  |  |  |  |                      |  |  |  |
| |                                                    |  |  |  |  |  |  |  |  |                      |  |  |  |
| | 5. Augusta xứ Sachsen-Gotha-Altenburg              |  |  |  |  |  |  |  |  |                      |  |  |  |
| |                                                    |  |  |  |  |  |  |  |  |                      |  |  |  |
| |                                                    |  |  |  |  |  |  |  |  |                      |  |  |  |
| |                                                    |  |  |  |  |  |  |  |  |                      |  |  |  |
| | 11. Magdalena Augusta xứ Anhalt-Zerbst             |  |  |  |  |  |  |  |  |                      |  |  |  |
| |                                                    |  |  |  |  |  |  |  |  |                      |  |  |  |
| |                                                    |  |  |  |  |  |  |  |  |                      |  |  |  |
| |                                                    |  |  |  |  |  |  |  |  |                      |  |  |  |
| | 1. Ernst August, Vua của Hanover                   |  |  |  |  |  |  |  |  |                      |  |  |  |
| |                                                    |  |  |  |  |  |  |  |  |                      |  |  |  |
| |                                                    |  |  |  |  |  |  |  |  |                      |  |  |  |
| |                                                    |  |  |  |  |  |  |  |  |                      |  |  |  |
| | 12. Adolf Friedrich II xứ Mecklenburg-Strelitz     |  |  |  |  |  |  |  |  |                      |  |  |  |
| |                                                    |  |  |  |  |  |  |  |  |                      |  |  |  |
| |                                                    |  |  |  |  |  |  |  |  |                      |  |  |  |
| |                                                    |  |  |  |  |  |  |  |  |                      |  |  |  |
| | 6. Karl Ludwig Friedrich xứ Mecklenburg-Strelitz   |  |  |  |  |  |  |  |  |                      |  |  |  |
| |                                                    |  |  |  |  |  |  |  |  |                      |  |  |  |
| |                                                    |  |  |  |  |  |  |  |  |                      |  |  |  |
| |                                                    |  |  |  |  |  |  |  |  |                      |  |  |  |
| | 13. Christiane Emilie xứ Schwarzburg-Sondershausen |  |  |  |  |  |  |  |  |                      |  |  |  |
| |                                                    |  |  |  |  |  |  |  |  |                      |  |  |  |
| |                                                    |  |  |  |  |  |  |  |  |                      |  |  |  |
| |                                                    |  |  |  |  |  |  |  |  |                      |  |  |  |
| | 3. Charlotte xứ Mecklenburg-Strelitz               |  |  |  |  |  |  |  |  |                      |  |  |  |
| |                                                    |  |  |  |  |  |  |  |  |                      |  |  |  |
| |                                                    |  |  |  |  |  |  |  |  |                      |  |  |  |
| |                                                    |  |  |  |  |  |  |  |  |                      |  |  |  |
| | 14. Ernst Friedrich I xứ Sachsen-Hildburghausen    |  |  |  |  |  |  |  |  |                      |  |  |  |
| |                                                    |  |  |  |  |  |  |  |  |                      |  |  |  |
| |                                                    |  |  |  |  |  |  |  |  |                      |  |  |  |
| |                                                    |  |  |  |  |  |  |  |  |                      |  |  |  |
| | 7. Elisabeth Albertine xứ Sachsen-Hildburghausen   |  |  |  |  |  |  |  |  |                      |  |  |  |
| |                                                    |  |  |  |  |  |  |  |  |                      |  |  |  |
| |                                                    |  |  |  |  |  |  |  |  |                      |  |  |  |
| |                                                    |  |  |  |  |  |  |  |  |                      |  |  |  |
| | 15. Sophia Albertine xứ Erbach-Erbach              |  |  |  |  |  |  |  |  |                      |  |  |  |
| |                                                    |  |  |  |  |  |  |  |  |                      |  |  |  |
| |                                                    |  |  |  |  |  |  |  |  |                      |  |  |  |